# 纪连海
纪连海（1965年1月15日—），北京师范大学第二附属中学历史教师，毕业于北京师范学院。2005年后参与百家讲坛的节目录制，在电视中讲演和珅、纪晓岚等历史人物故事。

## 简介
1986年7月，纪连海毕业于北京师范学院（今首都师范大学）历史系，获历史学学士学位。毕业后，在昌平四中教学，后调昌平二中。
1998年，纪连海从首都师范大学历史系首届历史教育学硕士研究生班结业。
1999年，纪连海被评为中学高级教师。
2001年，纪连海在北师大二附中历史老师招聘中脱颖而出，并成为教研组主任。
2001年，纪连海从首都师范大学计算机系计算机专业毕业。 
纪连海长期从事高中历史教学工作。被中央电教馆聘请为中国教育科学“十五”规划重点课题《现代信息技术条件下学与教的理论与实践研究》子课题《教育资源开发与应用》课题组成员。曾在《现代教育报·高考周刊》、《考试》杂志等报刊上发表文章。

## 事件

### 大禹事件
紀連海於上海纪实频道节目《文化中国》上宣稱「三過家門不入」的大禹與女子瑤姬在治水過程中相戀。紀連海認為，瑤姬將傳說中寫有治水妙法的「紅寶書（丹玉之書）」作為定情物獻給大禹，這意味著大禹是在當時的「走婚」（即丈夫不需與妻子共居）習俗下，已成為她的丈夫。而大禹則編造出「巫山神女瑤姬」協助自己治水的故事以矇騙故鄉的髮妻，因此羞於面對妻子，故曾三過家門不入。
四川省社會科學院禹羌文化研究所所長謝興鵬痛斥此為無稽之談，其表示瑤姬為傳說中王母娘娘的女兒，屬於傳說之「神」，故無法與身為「人」的大禹相戀。謝興鵬並要求立即停播該集節目。

### 被杭州警方误抓
2011年4月20日，纪连海前往浙江杭州参加讲座，在入住宾馆时，负责接待他的工作人员误用了一名通缉犯杜洪杰的身份证为其办理了入住手续，宾馆随即通知警方，结果纪连海被警方误认作通缉犯带回派出所。4月25日，浙江警方就误抓事件向纪连海道歉，纪连海则称没有必要道歉，警方只是尽责而已。但也有媒体表示纪连海入住酒店没有使用自己的身份证，违反了国家相关法律，被误抓错在自身。

## 著作
- 《历史上的和珅》
- 《历史上的多尔衮》
- 《历史上的刘墉》
- 《历史上的纪晓岚》
- 《纪连海叹说四大美人》
- 《纪连海点评乾隆名臣》
- 《纪连海伴你读名著》（2009年9月12日[7]）
  - 《纪连海伴你读名著之红楼梦》
  - 《纪连海伴你读名著之水浒》
  - 《纪连海伴你读名著之西游记》
  - 《纪连海伴你读名著之儒林外史》
  - 《纪连海伴你读名著之封神演义》
- 《四爷很忙：纪连海辣评雍正帝》[8]